# Nação Zumbi (álbum)
| Críticas profissionais | Críticas profissionais |
| Avaliações da crítica  | Avaliações da crítica  |
| Fonte                  | Avaliação              |
| ---------------------- | ---------------------- |
| allmusic               | [ 1 ]                  |

Nação Zumbi é o quinto álbum da banda brasileira de manguebeat Nação Zumbi, lançado em 2002.

## Faixas
| N.º | Título                           | Compositor(es)                                                                           | Duração |  |
| 1.  | "Blunt of Judah"                 | Jorge du Peixe, Lúcio Maia, Dengue, Pupillo                                              | 04:13   |  |
| 2.  | "Mormaço"                        | Jorge du Peixe, Lúcio Maia, Dengue, Pupillo                                              | 04:46   |  |
| 3.  | "Propaganda"                     | Jorge du Peixe, Gilmar Bola Oito, Rodrigo Brandão, Nação Zumbi                           | 04:15   |  |
| 4.  | "Amnesia Express"                | Jorge du Peixe, Lúcio Maia, Dengue, Pupillo                                              | 03:41   |  |
| 5.  | "Meu Maracatu Pesa Uma Tonelada" | Jorge du Peixe, Nação Zumbi                                                              | 02:34   |  |
| 6.  | "Faz Tempo"                      | Lúcio Maia, Dengue, Pupillo                                                              | 04:05   |  |
| 7.  | "Prato de Flores"                | Jorge du Peixe, Lúcio Maia, Dengue, Pupillo, Toca Organ                                  | 03:16   |  |
| 8.  | "Know Now"                       | Jorge du Peixe, Nação Zumbi                                                              | 04:03   |  |
| 9.  | "Ogan Di Belê"                   | Marcos Matias, Gilmar Bola Oito, Jorge du Peixe, Lúcio Maia, Dengue, Pupillo, Toca Organ | 05:15   |  |
| 10. | "Caldo de Cana"                  | Dona Cila, Jorge du Peixe, Lúcio Maia, Dengue, Pupillo                                   | 03:24   |  |
| 11. | "O Fogo Anda Comigo"             | Jorge du Peixe, Rogerman                                                                 | 03:05   |  |
| 12. | "Tempo Amarelo"                  | Gilmar Bola Oito, Jorge du Peixe, Lúcio Maia, Dengue, Pupillo                            | 01:59   |  |

As faixas 4 e 8 são cantadas em inglês.

## Créditos

### Integrantes
- Jorge Du Peixe - vocal
- Lúcio Maia - guitarra
- Dengue - baixo
- Pupillo - bateria e percussão
- Gilmar Bola 8 - alfaia e voz
- Gustavo da Lua - alfaia
- Marcos Matias - alfaia
- Toca Ogan - percussão e voz

### Ficha técnica
- Produzido por Nação Zumbi.
- Arte por Jorge Du Peixe e Valentina Trajano.